# کیم جونگ هوان (شاعر)
کیم جونگ هوان (Kim Jeong-hwan) (زاده ۱۹۵۴) شاعر، رمان‌نویس و منتقد کره جنوبی بود.

## زندگی
کیم جونگ هوان در ۱۶ آوریل ۱۹۹۲ در سئول به دنیا آمد. او در سال ۱۹۸۰ با مدرک زبان انگلیسی از دانشگاه ملی سئول فارغ‌التحصیل شد. اولین حضور رسمی ادبی خود را در تابستان ۱۹۸۰ با انتشار شش اثر از جمله «ماپو، در یک شهر کنار رودخانه» در آفرینش و نقد انجام داد. وی در ۱۶ ژوئن ۲۰۲۰ درگذشت
کیم همچنین چندین شعر واقع گرایانه منتشر کرده‌است که به رنج‌ها، ناامیدی‌ها و امیدهای minjung می‌پردازد.
مجموعه‌های شعر
- Mapo, At A Riverside Town و ۵ شعر دیگر (마포، 강변동네에서 외 ۵편، ۱۹۸۰، Creation and Criticism 15(2)،اُسی‌ال‌سی ۵۱۵۹۵۸۹۶۵۵)
- آهنگی که نمی‌توان پاک کرد (지울수없는 노래، آفرینش و نقد [創作과批評]، ۱۹۸۲،اُسی‌ال‌سی ۱۰۵۳۲۷۴۳)
- زندگینامه عیسی زرد (황색 예수전، ادبیات Silcheon [실천문학사]، ۱۹۸۳،اُسی‌ال‌سی ۱۵۴۰۴۴۱۲)
- آهنگ عشق (사랑노래، Cheongnyeonsa [청년사]، ۱۹۸۴،اُسی‌ال‌سی ۱۶۰۹۳۴۴۱)
- یک گل خوب (좋은 꽃، Mineumsa [民音社]، ۱۹۸۵،اُسی‌ال‌سی ۵۵۷۵۴۰۸۴)
- ما کارگران (우리 노동자، ۱۹۸۹)
- دربارهٔ قطارها (기차에대하여، آفرینش و انتقاد، ۱۹۹۰،اُسی‌ال‌سی ۲۳۰۹۴۰۵۱)
- تئاتر خالی (۱۹۹۵)
- اشعار هانوی-سئول (하노이서울시편، Munhak Dongne [문학동네]، ۲۰۰۳،اُسی‌ال‌سی ۵۶۶۷۷۰۹۱)

رمان‌ها
- در جهان
- از آن به بعد
- زندگی عشق (사랑의생애، Saegil [새길]، ۱۹۹۲،اُسی‌ال‌سی ۳۱۹۳۸۲۶۹)
- خاطرات طلای خالص (순금의기억، آفرینش و نقد، ۱۹۹۶،اُسی‌ال‌سی ۴۱۳۶۹۵۲۵)

نقد ادبی
- شعر زندگی، ادبیات رهایی (삶의詩، 해방의문학، ۱۹۸۶،اُسی‌ال‌سی ۱۸۱۶۸۰۱۱)